# Йозеф Вацлав Сладек
Йозеф-Вацлав Сладек (Josef Václav Sládek, 27 жовтня 1845 — 28 червня 1912) — чеський письменник, поет, перекладач.

## Життєпис
Походив з родини каменярів. Народився у 1845 році в місті Збірог (сучасний округ Раковнік Центральночеського краю). Спочатку навчався в Академічній гімназії Праги. Після цього закінчив філософський факультет Празького університету. Відмовився стати священиком, як того бажав його батько. Незабаром почав складати вірші.
У 1868 році переїхав до США, де намагався організувати власну справу, проте марно. До 1870 року змінив кілька місць роботи та професій. Повернувшись до Праги, викладав англійську мову. У 1870–1875 роках він був редактором газети «Народні листи». У 1873 році оженився з представницею родини багатих промисловців Недвідкових. У 1874 році його дружина Емілі помирає при пологах.
У 1877 році став видавати журнал «Світло» (до 1898 року). З 1888 року через захворювання серця став часто бувати на курорті в Подебрадах. У 1900 році відійшов від усіх справ, зосередившись переважно на перекладах. Помер у 1912 році у рідному місті Збірог.

## Творчість
Доробок Сладека становить 17 збірок віршів. Перші вірші опублікував наприкінці 1860-х років. Вони мали патріотичний і волелюбний характер. У 1875 році видав велику збірку «Байки».
Найбільш значні його збірки «На порозі раю» (1883 рік), «З життя» (1884 рік), «Сільські пісні й чеські сонети» (1890 рік), «Чеські пісні» (1892 рік). Тематика віршів пов'язана насамперед із життям села. Деякі його вірші присвячені життю робітників («Майське», «Гірняцька балада», «Ткацька балада»).
Поезія Сладека тісно пов'язана з народною піснею, що особливо проявилося у збірках «Старосвітські пісеньки» (1891 рік) та «Суміш» (1891 рік).
Також писав вірші для дітей, що увійшли до збірок «Золотий травень» (1887 рік), «Пісні жайворонка» (1888 рік), «Дзвони і дзвіночки» (1894 рік).
Значну увагу приділяв перекладам творів європейських та американських класиків — В.Шекспіра, Дж. Байрона, П.Шеллі, Р.Бернса, А.Міцкевича, Г.Лонгфелло, Г.Ібсена, М.Некрасова, М.Лермонтова, В.Жуковського.
Сладек є автором англійського перекладу тексту чеського національного гімну.